# Hardcore punk
Hardcore punk (hardcore) var en hovedsagelig nord-amerikansk videreudvikling af punken, der opstod i sen-1970'erne og de tidlige 1980'erne.
Blandt vigtige pionerer i at grundlægge lyden for hardcore var Black Flag, The Misfits, Negative Approach, Bad Brains, SS Decontrol og Minor Threat.
Hardcorens punk udtryk er hurtigere, mere aggressivt og indeholder flere temposkift. Men hardcore har gennemgået en udvikling gennem årene, hvorved elementer fra andre musikgenrer er blevet inddraget; en præcis beskrivelse af hardcore nu om dage (eller i 1990'erne) kan derfor være vanskelig. For fra midt 80'erne begyndte mange bands at blande genren med heavy metal og særligt i 1990'erne var der ikke mange af de punk elementer som der var dengang genren startede. Nogle inddrog elementer fra dødsmetal og nogle bands vil man stadig kalde regulære hardcore-bands trods deres inddragelse af andre musikgenrer. Nu om dage og op igennem 1990'erne er og var der dog en del hardcore-bands med punk elementet (tilbage) i deres musik.
DIY er en vigtig del af etikken og netværket inden for hardcore punk, og har bevist sig selv som en bæredygtig struktur uden for musikindustrien. Der er konstant bands, der turnerer og udgiver plader på baggrund af dette verdensomspændende netværk.
Særligt i det amerikanske hardcore-miljø har Straight Edge-kulturen (forkortes som regel sXe) spillet en stor rolle i hardcorens udvikling som selvstændig genre og musikkultur. Minor Threat var f.eks. et Straight Edge-band.
I Danmark har specielt pladeselskabet Kick'n'Punch for udgivelsen af en stor del af den danske bestand af hardcore punk-bands i perioden 1999-2006.
Af danske hardcore punk bands findes navne som, Amdi Petersens Armé, Brudte Løfter, Death Token, Direct Youth, Night Fever, Halshug, Hjertestop.